# Dobrosława Habraszka
Dobrosława Habraszka (ur. 1979) – polska karateczka, reprezentująca styl Kyokushin. 
Srebrna medalistka mistrzostw świata, złota medalistka mistrzostw Europy, Mistrzyni Polski i wielokrotna medalistka Pucharu Świata oraz Pucharu Polski. W kadrze Polski od 2002 roku.
W 2012 roku zdobyła popularność biorąc udział w programie TVN Ugotowani. Jest żoną także karateki Krzysztofa Habraszki.